# Asienspiele 2010/Reiten
Bei den Asienspielen 2010 in der chinesischen Metropole Guangzhou wurden sechs Wettbewerbe im Reiten ausgetragen, jeweils ein Team- und Einzelwettbewerb im Dressurreiten, Vielseitigkeitsreiten sowie Springreiten.
Die Wettbewerbe fanden vom 14. bis zum 24. November im Guangzhou Equestrian Venue statt.

## Teilnehmende Nationen
Bei den Asienspielen 2010 nahmen 92 Athleten aus 16 Nationen teil.
| - Bahrain (1) - Brunei (1) - Volksrepublik China (12) - Chinesisch Taipeh (8) | - Hongkong (10) - Indien (1) - Japan (13) - Kasachstan (4) | - Malaysia (6) - Katar (8) - Saudi-Arabien (4) - Singapur (1) | - Südkorea (12) - Syrien (1) - Thailand (5) - Vereinigte Arabische Emirate (5) |

## Medaillengewinner
| Event                  | Gold                                                                               | Silber                                                                                             | Bronze                                                          |
| ---------------------- | ---------------------------------------------------------------------------------- | -------------------------------------------------------------------------------------------------- | --------------------------------------------------------------- |
| Dressur, Einzel        | Südkorea Hwang Young-shik                                                          | Malaysia Quzandria Nur                                                                             | Malaysia Qabil Ambak                                            |
| Dressur, Team          | Südkorea Choi Jun-sang Kim Kyun-sub Kim Dong-seon Hwang Young-shik                 | Volksrepublik China Gu Bing Huang Zhuoqin Cai Qiao Liu Lina                                        | Malaysia Diani Lee Qabil Ambak Quzandria Nur Putri Alia Soraya  |
| Vielseitigkeit, Einzel | Japan Kenki Sato                                                                   | Südkorea Cheon Jai-sik                                                                             | Japan Yoshiaki Ōiwa                                             |
| Vielseitigkeit, Team   | Japan Yoshiaki Ōiwa Atsushi Negishi Takayuki Yumira Kenki Sato                     | Thailand Weerapat Pitakanonda Promton Kingwan Nina Ligon Terri Impson                              | Volksrepublik China Li Jingmin Liu Tongyan Yang Hua Liang Ruiji |
| Springreiten, Einzel   | Saudi-Arabien Ramzy Al-Duhami                                                      | Vereinigte Arabische Emirate Latifa Al-Maktoum                                                     | Saudi-Arabien Khaled Al-Eid                                     |
| Springreiten, Team     | Saudi-Arabien Ramzy Al-Duhami Khaled Al-Eid Abdullah Al-Saud Abdullah Al-Sharbatly | Vereinigte Arabische Emirate Latifa Al-Maktoum Majid Al-Qassimi Ahmed Al-Junaibi Rashid Al-Maktoum | Hongkong Kenneth Cheng Patrick Lam Samantha Lam Jacqueline Lai  |

## Medaillenspiegel
| Rang  | Land                         | Gold | Silber | Bronze | Gesamt |
| ----- | ---------------------------- | ---- | ------ | ------ | ------ |
| 1     | Südkorea                     | 2    | 1      | 0      | 3      |
| 2     | Japan                        | 2    | 0      | 1      | 3      |
| 2     | Saudi-Arabien                | 2    | 0      | 1      | 3      |
| 4     | Vereinigte Arabische Emirate | 0    | 2      | 0      | 2      |
| 5     | Malaysia                     | 0    | 1      | 2      | 3      |
| 6     | Volksrepublik China          | 0    | 1      | 1      | 2      |
| 7     | Thailand                     | 0    | 1      | 0      | 1      |
| 8     | Hongkong                     | 0    | 0      | 1      | 1      |
| Total | Total                        | 6    | 6      | 6      | 18     |